# Carl Blell
Johann Carl Friedrich Otto Blell (* 10. August 1838 in Brandenburg an der Havel; † 15. Juni 1914 ebenda) war ein deutscher Großhandelskaufmann und liberaler Abgeordneter.
Blell besuchte das Gymnasium und die Ritterakademie in Dom Brandenburg. Danach kam er in die Pension Thudichum in Genf. Später war Blell als Kaufmann in Nordamerika tätig. Nach seiner Rückkehr betrieb er seit 1894 ein Tuchexportgeschäft in Brandenburg mit einer Zweigstelle in Bukarest. Blell unternahm für sein Geschäft längere Reisen. Im Jahr 1898 war Blell der Initiator und Präsident der Handelskammer in Brandenburg. Er war auch Vorsitzender des Aufsichtsrates des Brandenburger Bankvereins. Außerdem war er Direktor des Verbandes der Kreditgenossenschaften für West-Brandenburg.
In der Stadt Brandenburg war Blell Stadtrat und regte zusammen mit einem Bibliotheksverein 1892 nach Vorbild der englischen Public Library die Gründung der Stadtbibliothek als erste Freihandbibliothek in der Provinz Brandenburg an.
Politisch gehörte Blell der Freisinnigen Volkspartei an. Für diese war er von 1898 bis 1907 Mitglied im Reichstag und von 1904 bis 1918 im preußischen Abgeordnetenhaus. In diesem vertrat er den Wahlbezirk Frankfurt 4 (Frankfurt a. O. (Stadt), Lebus). Von 1908 bis 1914 war er Schriftführer des Abgeordnetenhauses.
Er war mit Anna geb. Köcher (* 21. März 1849; † 16. Januar 1924) verheiratet. Die Grabstätte des Ehepaars befindet sich auf dem Neustädter Friedhof in Brandenburg. Zu seinen Kindern gehören Carl und Frieda.